# Аліна Карамідас
Аліна Карамідас (за прізвищем другого чоловіка), також відома як «Бабуся Аліна» (англ. «Granny Alena» або «Granny Alina» (? — 1969) — самозванка, яка видавала себе за велику княжну Марію Миколаївну, «дивом врятувалася від розстрілу».

## Загибель царської сім'ї
Великій княжні Марії Миколаївні було 19 років, коли вона (згідно з офіційною версією) була розстріляна разом зі своєю родиною в ніч з 16 на 17 липня 1918 року в підвалі Будинку Іпатьєва в Єкатеринбурзі. Її смерть була перевірена і засвідчена очевидцями. Наприклад, Яків Юровський, чекіст і один з головних учасників розстрілу, стверджував, що вся сім'я і оточення були вбиті. Втім, прихильники версії «чудесного порятунку» бачать підтримку своїх ідей у спогадах учасника розстрілу. Він стверджував, що князівна залишилася жива і несподівано закричала, так що її довелося добивати.

## Поява «бабусі Аліни»
Невідома, що називає себе Аліною, за спогадами Луїса Дюваля в 1925 році невідомо звідки прибула до Південної Африки, у супроводі людини на 37 років її старше, якого всі звали Френк, і двома хлопчиками. Поява цієї пари викликала чутки.
Зрештою, Аліна дійсно вийшла заміж за Френка і оселилася на невеликій фермі в селі Дурбан, де зайнялася ветеринарією.
У 1945 році Френк помер, і Аліна вдруге вийшла заміж, цього разу за грека на ім'я Гаррі Карамідас. Строго кажучи, вона не була пов'язана з родиною Луїса Дюваля, але в маленькому селі всі знали один одного; до того ж Аліна любила дітей, і близько зійшлася з родиною Дюваль, так що діти почали кликати її «бабусею».
Він згадував, в своїй книзі, що Аліна  боялася поліцейських, і при  появі патрульної служби, ховалась в будинку.
Втім, на подальші розпитування «онука», про те, як власне їй вдалося залишитися в живих, Аліна відмовилася відповідати навідріз. Вона пояснювала це тим, що  якщо правда вийде назовні, її викрадуть і силою відвезуть до Росії.
У 1969 році вона померла. Після смерті не вдалося розшукати жодного документа, що засвідчує її особистість. Ховали її знову ж таємно, нічим не позначивши могилу, єдине, що відзначає в своїй книзі Дюваль, недалеко знаходилася могила її першого чоловіка — Френка. Сліди її двох синів також загубилися. У 1976  Луїс Дюваль разом з матір'ю перебрався до Австралії.

## Спроби встановити істину
У 1993 році, згадує Дюваль, після того, як в газетах з'явилися повідомлення про знахідку останків царської сім'ї, і відсутності серед них цесаревича Олексія і однієї з дочок (Марії або Анастасії?), вся історія знову спливла у нього в пам'яті. Якщо вірити книзі, він з подивом переконався, що «бабуся Аліна» була надто добре обізнана про всі обставини розстрілу.
Вона так і не розповіла, як її називали в Росії, тому спочатку Дюваль припустив, що мова йде про Анастасію Миколаївну.
Дювалю вдалося домогтися дозволу на ексгумацію останків і пересилку їх до Австралії, в Перт. Тут, в університеті Монаш передбачалося провести ДНК-експертизу останків, що дозволило б встановити істину.
Всі клопоти Дюваля закінчилися нічим — в жаркому і вологому кліматі Південної Африки останки Аліни практично повністю розклалися і були забруднені зовнішніми включеннями, так що необхідні дослідження провести не вдалося.
Не втрачаючи надії, Дюваль відправився до Великої Британії, де передбачалося повторити дослідження для вірності в двох університетських лабораторіях — Шеффілді та Манчестері. На жаль, для Луїса Дюваля, результат залишився попереднім. Останки для ідентифікації виявилися непридатні.
Проте ж, професор Ендрю Чемберлен (університет Шеффілда) і група медичних експертів з Манчестера, спробували зіставити череп Аліни зі збереженими фотографіями царських дочок. Що стосується Анастасії — цю гіпотезу відкинули одразу, Марії — експерти дали дуже обережний висновок про те, що «знайдено деяку схожість».
Втім, Дюваль не збирається складати зброю. Серед іншого, він опублікував свою книгу в надії розшукати двох синів Аліни, що можуть надати йому генетичний матеріал для аналізу і вирішення давньої проблеми.

## Кінець історії
Мабуть, остаточну крапку в історії «бабусі Аліни» поставила знахідка в липні 2007 року. Поблизу Старої Коптяківської дороги, була знайдена друга могила, розташована в 67 м від першої. У цій другій ямі були виявлені останки дівчини близько 20 років і хлопчика — порядку 12-13, імовірно — цесаревича Олексія і великої княжни Марії. Наявність другої могили повністю відповідає звіту Юровського, де він пише, що наказав поховати Марію та Олексія окремо, щоб збити з пантелику білогвардійців, коли вони намагатимуться розшукати останки царської сім'ї. Кулі, знайдені в тому ж похованні, як підтвердила експертиза, були випущені з тієї ж зброї, як і кулі, знайдені в основній могилі.